# 丹山王
丹山王（英文馬名：King of Danes，1997年－），生於澳洲，是已退役香港競賽馬匹，是著名種馬丹山的子嗣，在港練馬師是告東尼，在港出賽期間一直由高雅志策騎，馬主是陸梁佳儀。

## 簡介
丹山王擅長短途，1000米至1200米皆宜。丹山王在澳洲和香港服役期間出賽17次，共取得5冠2季，取勝路程由1000米至1200米不等，在港曾勝出2000年短途預賽盃和2001年百週年紀念短途盃，取得獎金大約550萬港元。2002年3月17日，丹山王競逐百週年紀念短途盃，以第十四名過終點，其後宣布退役配種，正式成為配種馬。
現時，丹山王仍然繼續配種生涯，在港的子嗣為當旺、萬事佳。

## 在港曾勝出賽事

### 2000/2001馬季
- 短途預賽盃 (1000米)
- 百週年紀念短途盃 (1000米)